# Том Себерг
Том Себерг (норв. Tom Seeberg; Драмен, 17. фебруар 1860 — Драмен, 27. март 1938) био је норвешки стрелац ВК пушком, учесник такмичења у стрељаштву на почетку 20. века.
Себерг је учествовао на Олимпијским играма 1900. у Паризу, у свих пет дисциплина гађања пушком слободног избора ВК (великог калибра), у мету на удаљености од 300 метара. У дисциплини стојећи став био је 13. са 275 кругова; клечећи став 21. са 272 круга; лежећи став делио је 16. место са 301 кругом и тростав појединачно 17. место са укупних 848 кругова. У последњој дисциплини тростав екипно као члан екипе Норвешке освојио је сребрну медаљу. Резултат свих пет чланова укупно износио је 4.290 кругова.